# 21188 Kiyohiro
21188 Kiyohiro è un asteroide della fascia principale. Scoperto nel 1994, presenta un'orbita caratterizzata da un semiasse maggiore pari a 2,2690923 au e da un'eccentricità di 0,1394696, inclinata di 5,54210° rispetto all'eclittica.
L'asteroide è dedicato all'astronomo amatoriale giapponese Kiyohiro Kozai.